# Линлитгоу
Линли́тгоу (англ. Linlithgow, гэльск. Gleann Iucha, скотс Lithgae) — город в центральной части Шотландии. Расположен на севере округа Уэст-Лотиан.